# Liste des choix de repêchages des Ducks d'Anaheim
Cette liste contient tous les joueurs de hockey sur glace ayant été repêchés par les Ducks d'Anaheim, franchise de la Ligue nationale de hockey. Les joueurs listés ci-dessus n'ont pas obligatoirement joué un match sous le maillot de l'équipe.
Elle regroupe les joueurs depuis le Repêchage de 1993 organisé par la LNH en 1992-1993, jusqu’à aujourd’hui,. Les joueurs sont classés par année de repêchage. Les deux premières colonnes donnent le rang et le tour duquel le joueur a été repêché suivis de son nom, de sa nationalité et de sa position de jeu.

## Les repêchages d'entrée

### 1993
| No  | Tour | Nom                 | Nationalité | Position       |
| --- | ---- | ------------------- | ----------- | -------------- |
| 4   | 1er  | Paul Kariya         | Canada      | Ailier gauche  |
| 30  | 2e   | Nikolaï Tsoulyguine | Russie      | Défenseur      |
| 56  | 3e   | Valeri Karpov       | Russie      | Ailier gauche  |
| 82  | 4e   | Joel Gagnon         | Canada      | Gardien de but |
| 108 | 5e   | Mikhaïl Chtalenkov  | Russie      | Gardien de but |
| 134 | 6e   | Antti Aalto         | Finlande    | Centre         |
| 160 | 7e   | Matt Peterson       | États-Unis  | Défenseur      |
| 186 | 8e   | Tom Askey           | États-Unis  | Gardien de but |
| 212 | 9e   | Vitali Kozel        | Biélorussie | Ailier gauche  |
| 238 | 10e  | Anatoli Fedotov     | Russie      | Défenseur      |
| 264 | 11e  | David Penney        | États-Unis  | Ailier gauche  |
| 5   | R.S. | Pat Thompson        | Canada      | Centre         |

### 1994
| No  | Tour | Nom                   | Nationalité        | Position      |
| --- | ---- | --------------------- | ------------------ | ------------- |
| 2   | 1er  | Oleg Tverdovski       | Russie             | Défenseur     |
| 28  | 2e   | Johan Davidsson       | Suède              | Centre        |
| 67  | 3e   | Craig Reichert        | Canada             | Ailier droit  |
| 80  | 4e   | Byron Briske          | Canada             | Défenseur     |
| 106 | 5e   | Pavel Trnka           | République tchèque | Défenseur     |
| 132 | 6e   | Bates (Jon) Battaglia | États-Unis         | Ailier gauche |
| 158 | 7e   | Mark (Rocky) Welsing  | États-Unis         | Défenseur     |
| 184 | 8e   | Brad Englehart        | États-Unis         | Centre        |
| 236 | 10e  | Tommi Miettinen       | Finlande           | Ailier gauche |
| 262 | 11e  | Jeremy Stevenson      | Canada             | Ailier gauche |
| 2   | R.S. | Steve Rucchin         | Canada             | Centre        |

### 1995
| No  | Tour | Nom                | Nationalité | Position       |
| --- | ---- | ------------------ | ----------- | -------------- |
| 4   | 1er  | Chad Kilger        | Canada      | Centre         |
| 29  | 2e   | Brian Wesenberg    | Canada      | Ailier droit   |
| 55  | 3e   | Mike LeClerc       | Canada      | Ailier gauche  |
| 107 | 5e   | Igor Nikouline     | Russie      | Ailier droit   |
| 133 | 6e   | Peter Leboutillier | Canada      | Ailier droit   |
| 159 | 7e   | Mike LaPlante      | Canada      | Défenseur      |
| 185 | 8e   | Igor Karpenko      | Ukraine     | Gardien de but |

### 1996
| No  | Tour | Nom              | Nationalité | Position       |
| --- | ---- | ---------------- | ----------- | -------------- |
| 9   | 1er  | Rouslan Saleï    | Biélorussie | Défenseur      |
| 35  | 2e   | Matt Cullen      | États-Unis  | Centre         |
| 117 | 5e   | Brendan Buckley  | États-Unis  | Défenseur      |
| 149 | 6e   | Blaine Russell   | Canada      | Gardien de but |
| 172 | 7e   | Timo Ahmaoja     | États-Unis  | Défenseur      |
| 198 | 8e   | Kevin Kellett    | Canada      | Défenseur      |
| 224 | 9e   | Tobias Johansson | Suède       | Défenseur      |

### 1997
| No  | Tour | Nom                 | Nationalité | Position       |
| --- | ---- | ------------------- | ----------- | -------------- |
| 18  | 1er  | Michael Holmqvist   | Suède       | Centre         |
| 45  | 2e   | Maksim Balmotchnykh | Russie      | Ailier gauche  |
| 72  | 3e   | Jay Legault         | Canada      | Ailier droit   |
| 125 | 5e   | Luc Vaillancourt    | Canada      | Gardien de but |
| 178 | 7e   | Tony Mohagen        | Canada      | Ailier gauche  |
| 181 | 7e   | Mat Snesrud         | États-Unis  | Défenseur      |
| 209 | 8e   | René Stüssi         | Suisse      | Ailier droit   |
| 235 | 9e   | Tommi Degerman      | Finlande    | Centre         |

### 1998
| No  | Tour | Nom               | Nationalité | Position       |
| --- | ---- | ----------------- | ----------- | -------------- |
| 5   | 1er  | Vitali Vishnevski | Russie      | Défenseur      |
| 32  | 2e   | Stephen Peat      | Canada      | Ailier droit   |
| 112 | 4e   | Viktor Wallin     | Suède       | Défenseur      |
| 150 | 6e   | Trent Hunter      | Canada      | Ailier droit   |
| 178 | 7e   | Jesse Fibiger     | Canada      | Défenseur      |
| 205 | 8e   | David Bernier     | Canada      | Ailier droit   |
| 233 | 9e   | Pelle Prestberg   | Suède       | Ailier droit   |
| 245 | 9e   | Andreas Anderssön | Suède       | Gardien de but |

### 1999
| No  | Tour | Nom                  | Nationalité        | Position      |
| --- | ---- | -------------------- | ------------------ | ------------- |
| 44  | 2e   | Jordan Leopold       | États-Unis         | Défenseur     |
| 83  | 3e   | Niclas Hävelid       | Suède              | Défenseur     |
| 105 | 4e   | Aleksandr Chagodaïev | Russie             | Centre        |
| 141 | 5e   | Maksim Rybine        | Russie             | Ailier gauche |
| 173 | 6e   | Jan Sandstrom        | Suède              | Défenseur     |
| 230 | 8e   | Petr Tenkrát         | République tchèque | Ailier droit  |
| 258 | 9e   | Brian Gornick        | États-Unis         | Centre        |

### 2000
| No  | Tour | Nom              | Nationalité | Position       |
| --- | ---- | ---------------- | ----------- | -------------- |
| 12  | 1er  | Alekseï Smirnov  | Russie      | Centre         |
| 44  | 2e   | Ilia Bryzgalov   | Russie      | Gardien de but |
| 98  | 4e   | Jonas Rönnqvist  | Suède       | Ailier gauche  |
| 134 | 5e   | Peter Podhradský | Slovaquie   | Défenseur      |
| 153 | 5e   | Bill Cass        | États-Unis  | Défenseur      |

### 2001
| No  | Tour | Nom                        | Nationalité | Position       |
| --- | ---- | -------------------------- | ----------- | -------------- |
| 5   | 1er  | Stanislav Tchistov         | Russie      | Ailier droit   |
| 35  | 2e   | Mark Popovic               | Canada      | Défenseur      |
| 69  | 3e   | Joel Stepp                 | Canada      | Ailier gauche  |
| 102 | 4e   | Timo Pärssinen             | Finlande    | Centre         |
| 105 | 4e   | Vladimir Korsounov         | Russie      | Défenseur      |
| 118 | 4e   | Brandon Rogers             | États-Unis  | Défenseur      |
| 137 | 5e   | Joël Perrault              | Canada      | Centre         |
| 170 | 6e   | Ján Tabaček                | Slovaquie   | Défenseur      |
| 224 | 7e   | Tony Mårtensson            | Suède       | Centre         |
| 232 | 8e   | Martin Gerber              | Suisse      | Gardien de but |
| 264 | 9e   | Pierre-Alexandre Parenteau | Canada      | Centre         |

### 2002
| No  | Tour | Nom            | Nationalité | Position      |
| --- | ---- | -------------- | ----------- | ------------- |
| 7   | 1er  | Joffrey Lupul  | Canada      | Ailier gauche |
| 37  | 2e   | Tim Brent      | Canada      | Centre        |
| 71  | 3e   | Brian Lee      | États-Unis  | Défenseur     |
| 103 | 4e   | Joonas Vihko   | Finlande    | Ailier droit  |
| 140 | 5e   | George Davis   | Canada      | Ailier droit  |
| 173 | 6e   | Luke Fritshaw  | Canada      | Défenseur     |
| 261 | 9e   | François Caron | Canada      | Défenseur     |
| 267 | 9e   | Chris Petrow   | Canada      | Défenseur     |

### 2003
| No  | Tour | Nom             | Nationalité | Position      |
| --- | ---- | --------------- | ----------- | ------------- |
| 19  | 1er  | Ryan Getzlaf    | Canada      | Centre        |
| 28  | 1er  | Corey Perry     | Canada      | Ailier droit  |
| 86  | 3e   | Shane Hynes     | Canada      | Ailier droit  |
| 90  | 3e   | Juha Alen       | Finlande    | Défenseur     |
| 119 | 4e   | Nathan Saunders | Canada      | Défenseur     |
| 186 | 6e   | Drew Miller     | États-Unis  | Ailier gauche |
| 218 | 7e   | Dirk Southern   | Canada      | Centre        |
| 250 | 8e   | Shane O'Brien   | Canada      | Défenseur     |
| 280 | 9e   | Ville Mantymaa  | Finlande    | Défenseur     |

### 2004
| No  | Tour | Nom                  | Nationalité        | Position       |
| --- | ---- | -------------------- | ------------------ | -------------- |
| 9   | 1er  | Ladislav Šmíd        | République tchèque | Défenseur      |
| 39  | 2e   | Jordan Smith         | Canada             | Défenseur      |
| 74  | 3e   | Kyle Klubertanz      | États-Unis         | Défenseur      |
| 75  | 3e   | Tim Brent            | Canada             | Centre         |
| 172 | 6e   | Matt Auffrey         | États-Unis         | Ailier droit   |
| 203 | 7e   | Gabriel Bouthillette | Canada             | Gardien de but |
| 236 | 8e   | Matt Christie        | Canada             | Centre         |
| 269 | 9e   | Janne Pesonen        | Finlande           | Ailier droit   |

### 2005
| No  | Tour | Nom                     | Nationalité | Position       |
| --- | ---- | ----------------------- | ----------- | -------------- |
| 2   | 1er  | Bobby Ryan              | États-Unis  | Ailier droit   |
| 31  | 2e   | Brendan Mikkelson       | Canada      | Ailier gauche  |
| 63  | 3e   | Jason Bailey            | États-Unis  | Ailier droit   |
| 127 | 5e   | Bobby Bolt              | Canada      | Ailier gauche  |
| 141 | 5e   | Brian Salcido           | États-Unis  | Défenseur      |
| 197 | 7e   | Jean-Philippe Levasseur | Canada      | Gardien de but |

### 2006
| No  | Tour | Nom              | Nationalité | Position      |
| --- | ---- | ---------------- | ----------- | ------------- |
| 19  | 1er  | Mark Mitera      | États-Unis  | Défenseur     |
| 38  | 2e   | Bryce Swan       | Canada      | Ailier droit  |
| 83  | 3e   | John De Gray     | Canada      | Défenseur     |
| 112 | 4e   | Matt Beleskey    | Canada      | Ailier gauche |
| 172 | 6e   | Petteri Wirtanen | Finlande    | Centre        |

### 2007
| No  | Tour | Nom                   | Nationalité | Position       |
| --- | ---- | --------------------- | ----------- | -------------- |
| 19  | 1er  | Logan MacMillan       | Canada      | Centre         |
| 42  | 2e   | Eric Tangradi         | États-Unis  | Centre         |
| 63  | 3e   | Maxime Macenauer      | Canada      | Centre         |
| 92  | 4e   | Justin Vaive          | États-Unis  | Ailier gauche  |
| 93  | 4e   | Steven Kampfer        | États-Unis  | Défenseur      |
| 98  | 4e   | Sebastian Stefaniszin | Allemagne   | Gardien de but |
| 121 | 4e   | Mattias Modig         | Suède       | Gardien de but |
| 151 | 5e   | Brett Morrison        | Canada      | Centre         |

### 2008
| No  | Tour | Nom               | Nationalité | Position       |
| --- | ---- | ----------------- | ----------- | -------------- |
| 17  | 1er  | Jake Gardiner     | États-Unis  | Défenseur      |
| 35  | 2e   | Nicolas Deschamps | Canada      | Centre         |
| 39  | 2e   | Eric O'Dell       | Canada      | Centre         |
| 43  | 2e   | Justin Schultz    | Canada      | Défenseur      |
| 71  | 3e   | Josh Brittain     | Canada      | Ailier gauche  |
| 83  | 3e   | Marco Cousineau   | Canada      | Gardien de but |
| 85  | 3e   | Brandon McMillan  | Canada      | Ailier gauche  |
| 113 | 4e   | Ryan Hegarty      | États-Unis  | Défenseur      |
| 143 | 5e   | Stefan Warg       | Suède       | Défenseur      |
| 200 | 7e   | Nathan Condon     | États-Unis  | Centre         |

### 2009
| No  | Tour | Nom             | Nationalité | Position       |
| --- | ---- | --------------- | ----------- | -------------- |
| 15  | 1er  | Peter Holland   | Canada      | Centre         |
| 26  | 1er  | Kyle Palmieri   | États-Unis  | Ailier droit   |
| 37  | 2e   | Mathew Clark    | États-Unis  | Défenseur      |
| 76  | 3e   | Igor Bobkov     | Russie      | Gardien de but |
| 106 | 4e   | Sami Vatanen    | Finlande    | Défenseur      |
| 136 | 5e   | Radoslav Illo   | Slovaquie   | Centre         |
| 166 | 6e   | Scott Valentine | Canada      | Centre         |

### 2010
| No  | Tour | Nom                 | Nationalité | Position     |
| --- | ---- | ------------------- | ----------- | ------------ |
| 12  | 1er  | Cam Fowler          | Canada      | Défenseur    |
| 29  | 1er  | Emerson Etem        | États-Unis  | Ailier droit |
| 42  | 2e   | Devante Smith-Pelly | Canada      | Ailier droit |
| 122 | 5e   | Chris Wagner        | États-Unis  | Ailier droit |
| 132 | 5e   | Tim Heed            | Suède       | Défenseur    |
| 161 | 6e   | Andreas Dahlström   | Suède       | Centre       |
| 177 | 6e   | Kevin Lind          | États-Unis  | Défenseur    |
| 192 | 7e   | Brett Perlini       | Canada      | Ailier droit |

### 2011
| No  | Tour | Nom               | Nationalité | Position       |
| --- | ---- | ----------------- | ----------- | -------------- |
| 30  | 1er  | Rickard Rakell    | Suède       | Ailier droit   |
| 39  | 2e   | John Gibson       | États-Unis  | Gardien de but |
| 53  | 2e   | William Karlsson  | Suède       | Centre         |
| 65  | 3e   | Joseph Cramarossa | Canada      | Centre         |
| 83  | 3e   | Andy Welinski     | États-Unis  | Défenseur      |
| 143 | 5e   | Max Friberg       | Suède       | Ailier gauche  |
| 160 | 6e   | Josh Manson       | Canada      | Défenseur      |

### 2012
| No  | Tour | Nom               | Nationalité | Position       |
| --- | ---- | ----------------- | ----------- | -------------- |
| 6   | 1er  | Hampus Lindholm   | Suède       | Défenseur      |
| 36  | 2e   | Nicolas Kerdiles  | États-Unis  | Défenseur      |
| 87  | 3e   | Frederik Andersen | Danemark    | Gardien de but |
| 97  | 4e   | Kevin Roy         | Canada      | Centre         |
| 108 | 4e   | Andrew O'Brien    | Canada      | Ailier gauche  |
| 127 | 5e   | Brian Cooper      | États-Unis  | Défenseur      |
| 187 | 7e   | Kenton Helgesen   | Canada      | Défenseur      |
| 210 | 7e   | Jaycob Megna      | États-Unis  | Défenseur      |

### 2013
| No  | Tour | Nom             | Nationalité | Position     |
| --- | ---- | --------------- | ----------- | ------------ |
| 26  | 1er  | Shea Theodore   | Canada      | Défenseur    |
| 45  | 2e   | Nick Sörensen   | Suède       | Ailier droit |
| 87  | 3e   | Keaton Thompson | États-Unis  | Défenseur    |
| 147 | 5e   | Grant Besse     | États-Unis  | Ailier droit |
| 177 | 6e   | Miro Aaltonen   | Finlande    | Centre       |

### 2014
| No  | Tour | Nom               | Nationalité        | Position      |
| --- | ---- | ----------------- | ------------------ | ------------- |
| 10  | 1er  | Nick Ritchie      | Canada             | Ailier gauche |
| 38  | 2e   | Marcus Pettersson | Suède              | Défenseur     |
| 55  | 2e   | Brandon Montour   | Canada             | Défenseur     |
| 123 | 5e   | Matthew Berkovitz | États-Unis         | Défenseur     |
| 205 | 7e   | Ondřej Kaše       | République tchèque | Ailier droit  |

### 2015
| No  | Tour | Nom             | Nationalité | Position       |
| --- | ---- | --------------- | ----------- | -------------- |
| 27  | 1er  | Jacob Larsson   | Suède       | Défenseur      |
| 59  | 2e   | Julius Nattinen | Finlande    | Centre         |
| 80  | 3e   | Brent Gates     | États-Unis  | Centre         |
| 84  | 3e   | Deven Sideroff  | Canada      | Ailier droit   |
| 148 | 5e   | Troy Terry      | États-Unis  | Ailier droit   |
| 178 | 6e   | Steven Ruggiero | États-Unis  | Défenseur      |
| 179 | 6e   | Garrett Metcalf | États-Unis  | Gardien de but |

### 2016
| No  | Tour | Nom           | Nationalité | Position      |
| --- | ---- | ------------- | ----------- | ------------- |
| 24  | 1er  | Max Jones     | États-Unis  | Ailier gauche |
| 30  | 1er  | Sam Steel     | Canada      | Centre        |
| 85  | 3e   | Joshua Mahura | Canada      | Défenseur     |
| 93  | 4e   | Jack Kopacka  | États-Unis  | Ailier gauche |
| 115 | 4e   | Alex Dostie   | Canada      | Centre        |
| 205 | 7e   | Tyler Soy     | Canada      | Centre        |

### 2017
| No  | Tour | Nom              | Nationalité | Position       |
| --- | ---- | ---------------- | ----------- | -------------- |
| 50  | 2e   | Maxime Comtois   | Canada      | Ailier gauche  |
| 60  | 2e   | Antoine Morand   | Canada      | Centre         |
| 91  | 3e   | Jack Badini      | États-Unis  | Centre         |
| 122 | 4e   | Kyle Olson       | Canada      | Ailier droit   |
| 153 | 5e   | Olle Eriksson Ek | Suède       | Gardien de but |

### 2018
| No  | Tour | Nom                   | Nationalité        | Position       |
| --- | ---- | --------------------- | ------------------ | -------------- |
| 23  | 1er  | Isac Lundeström       | Suède              | Centre         |
| 54  | 2e   | Benoit-Olivier Groulx | Canada             | Centre         |
| 79  | 3e   | Blake McLaughlin      | États-Unis         | Ailier gauche  |
| 85  | 3e   | Lukáš Dostál          | République tchèque | Gardien de but |
| 116 | 4e   | Jackson Perbix        | États-Unis         | Ailier droit   |
| 147 | 5e   | Roman Durný           | Slovaquie          | Gardien de but |
| 178 | 6e   | Hunter Drew           | Suède              | Défenseur      |

### 2019
| No  | Tour | Nom             | Nationalité | Position      |
| --- | ---- | --------------- | ----------- | ------------- |
| 9   | 1er  | Trevor Zegras   | États-Unis  | Centre        |
| 29  | 1er  | Brayden Tracey  | Canada      | Ailier gauche |
| 39  | 2e   | Jackson LaCombe | États-Unis  | Défenseur     |
| 101 | 4e   | Henry Thrun     | États-Unis  | Défenseur     |
| 132 | 5e   | Trevor Janicke  | États-Unis  | Centre        |
| 163 | 6e   | Will Francis    | États-Unis  | Défenseur     |
| 186 | 6e   | Mathew Hill     | Canada      | Défenseur     |

### 2020
| No  | Tour | Nom             | Nationalité | Position     |
| --- | ---- | --------------- | ----------- | ------------ |
| 6   | 1er  | Jamie Drysdale  | Canada      | Défenseur    |
| 27  | 1er  | Jacob Perreault | Canada      | Centre       |
| 36  | 2e   | Sam Colangelo   | États-Unis  | Ailier droit |
| 67  | 3e   | Ian Moore       | États-Unis  | Défenseur    |
| 104 | 4e   | Thimo Nickl     | Autriche    | Défenseur    |
| 129 | 5e   | Artiom Galimov  | Russie      | Centre       |
| 160 | 6e   | Albin Sundsvik  | Suède       | Centre       |
| 207 | 7e   | Ethan Bowen     | Canada      | Centre       |

### 2021
| No  | Tour | Nom            | Nationalité | Position       |
| --- | ---- | -------------- | ----------- | -------------- |
| 3   | 1er  | Mason McTavish | Canada      | Centre         |
| 34  | 2e   | Olen Zellweger | Canada      | Défenseur      |
| 66  | 3e   | Sasha Pastujov | États-Unis  | Ailier droit   |
| 76  | 3e   | Tyson Hinds    | États-Unis  | Défenseur      |
| 98  | 4e   | Josh Lopina    | États-Unis  | Centre         |
| 130 | 5e   | Sean Tschigerl | Canada      | Ailier gauche  |
| 148 | 5e   | Gage Alexander | Canada      | Gardien de but |
| 162 | 6e   | Kyle Kukkonen  | États-Unis  | Centre         |

### 2022
| No  | Tour | Nom                 | Nationalité | Position       |
| --- | ---- | ------------------- | ----------- | -------------- |
| 10  | 1er  | Pavel Mintioukov    | Russie      | Défenseur      |
| 22  | 1er  | Nathan Gaucher      | Canada      | Centre         |
| 42  | 2e   | Noah Warren         | Canada      | Défenseur      |
| 53  | 2e   | Tristan Luneau      | Canada      | Défenseur      |
| 107 | 4e   | Benjamin King       | Canada      | Centre         |
| 139 | 5e   | Connor Hvidston     | Canada      | Ailier gauche  |
| 154 | 5e   | Michael Callow      | États-Unis  | Ailier droit   |
| 178 | 6e   | Vyacheslav Buteyets | Russie      | Gardien de but |

### 2023
| No  | Tour | Nom             | Nationalité        | Position       |
| --- | ---- | --------------- | ------------------ | -------------- |
| 2   | 1er  | Leo Carlsson    | Suède              | Centre         |
| 33  | 2e   | Nico Myatovic   | Canada             | Ailier gauche  |
| 59  | 2e   | Carey Terrance  | États-Unis         | Centre         |
| 60  | 2e   | Damian Clara    | Italie             | Gardien de but |
| 65  | 3e   | Coulson Pitre   | Canada             | Ailier droit   |
| 85  | 3e   | Yegor Sidorov   | Biélorussie        | Ailier droit   |
| 97  | 4e   | Konnor Smith    | Canada             | Défenseur      |
| 129 | 5e   | Rodwin Dionicio | États-Unis         | Défenseur      |
| 161 | 5e   | Vojtech Port    | République tchèque | Défenseur      |

### 2024
| No  | Tour | Nom              | Nationalité | Position     |
| --- | ---- | ---------------- | ----------- | ------------ |
| 10  | 1er  | Beckett Sennecke | Canada      | Ailier droit |
| 22  | 1er  | Stian Solberg    | Norvège     | Défenseur    |
| 42  | 2e   | Lucas Pettersson | Suède       | Centre       |
| 53  | 3e   | Maxim Masse      | Canada      | Ailier droit |
| 139 | 3e   | Ethan Procyszyn  | Canada      | Centre       |
| 154 | 3e   | Tarin Smith      | Canada      | Défenseur    |
| 107 | 4e   | Alexandre Blais  | Canada      | Centre       |
| 178 | 6e   | Austin Burnevik  | États-Unis  | Ailier droit |
| 214 | 7e   | Darels Uljanskis | Lettonie    | Défenseur    |

### 2025
| No  | Tour | Nom                   | Nationalité | Position       |
| --- | ---- | --------------------- | ----------- | -------------- |
| 10  | 1er  | Roger McQueen         | Canada      | Centre         |
| 45  | 2e   | Eric Nilson           | Suède       | Centre         |
| 60  | 2e   | Lasse Boelius         | Finlande    | Défenseur      |
| 72  | 3e   | Noah Read             | Canada      | Centre         |
| 101 | 4e   | Drew Schock           | États-Unis  | Défenseur      |
| 104 | 4e   | Elijah Neuenschwander | Suisse      | Gardien de but |
| 136 | 5e   | Alexis Mathieu        | Canada      | Défenseur      |
| 159 | 5e   | Émile Guité           | Canada      | Ailier gauche  |
| 168 | 6e   | Anthony Allain-Samake | Canada      | Défenseur      |
| 200 | 7e   | Brady Turko           | Canada      | Ailier droit   |